# Chama arcana
Chama arcana är en musselart som beskrevs av Bernard 1976. Chama arcana ingår i släktet Chama och familjen Chamidae. Inga underarter finns listade i Catalogue of Life.